# Beatrice Cenci
Beatrice Cenci (ur. 6 lutego 1577, zm. 11 września 1599) – włoska szlachcianka, znana z zamordowania swojego ojca i słynnego na całą Europę procesu przed sądem papieskim w Rzymie. Bohaterka legend, dzieł sztuki, oper i dramatów.
Beatrice była jedyną córką wpływowego rzymskiego arystokraty Francesca Cenci – znanego okrutnika i rozpustnika, który niejednokrotnie był więziony przez włoską inkwizycję i sądy papieskie, i jego pierwszej żony Ersilii Santa Croce. Rodzina Beatrice mieszkała od pokoleń w Palazzo Cenci w Rzymie, wybudowanym na ruinach średniowiecznego zamku na granicy rzymskiego getta. Z pierwszego małżeństwa z Ersilią Santa Croce Francesco miał syna Giacomo i córkę Beatrice, a ze związku z drugą żoną, Lucrezią Petroni – syna Bernarda.

## Przyczyny ojcobójstwa, morderstwo i proces
Według opinii współczesnych i późniejszej legendy, Francesco Cenci znęcał się nad swoimi obiema żonami, synami z obu małżeństw, wielokrotnie gwałcił Beatrice i zmuszał ją do patrzenia na maltretowanie najpierw matki, a potem macochy. Kilkakrotnie był aresztowany przez sądy papieskie i inkwizycję za kazirodztwo, znęcanie się nad rodziną, sodomię i ateizm, ale za każdym razem był uwalniany dzięki przekupstwu, swoim wpływom i poręczeniom bogatych arystokratów. Beatrice próbowała powiadomić odpowiednie władze, napisała nawet list do papieża, ale wpływy jej ojca na dworze papieskim były zbyt silne, by mogła mu zaszkodzić. Kiedy Francesco dowiedział się o usilnych próbach córki, odesłał ją wraz z jej macochą do jednego ze swoich zamków znajdujących się w Abruzzach.
Giacomo, Beatrice, Bernardo i Lucrezia postanowili znaleźć inny sposób na pozbycie się nieznośnego prześladowcy i wkrótce potem zorganizowali spisek. Kiedy w 1598 roku Francesco przybył do zamku, w którym znajdowała się jego córka i żona, kobiety przekonały dwóch z jego zadłużonych wasali (z których jeden był kochankiem Beatrice) do otrucia Francesca. Miał umrzeć nie wywołując żadnych podejrzeń, co miało być efektem jego grzesznego życia. Kiedy trucizna okazała się zbyt słaba, by pozbawić Cenciego życia, rodzina wysłała do jego sypialni zabójców, którzy zabili go poprzez wbicie długich gwoździ w oczy i zepchnęli ciało z pałacowego balkonu nad mulistym zakolem Tybru. Ukruszyli fragment balustrady, by sprawić wrażenie, że śmierć Francesca była skutkiem nieszczęśliwego wypadku. Nikt w Rzymie nie uwierzył w tę możliwość.
Nieobecność Francesca została zauważona przez towarzyszy jego przyjemności i papieską policję poszukującą go w sprawie morderstwa jednego z jego nastoletnich kochanków. Pojmano obu zadłużonych wasali Cenciego, z których kochanek Beatrice zmarł wskutek tortur. Dzieci i żona Francesca wysłali przyjaciół rodziny w celu porwania drugiego wasala z więzienia i zamordowania go gdzieś po drodze, zanim zdołałby wymienić nazwiska swoich zleceniodawców. Mimo podejmowanych zabiegów konspiracja wyszła na jaw i pozostali członkowie rodu Cenci zostali aresztowani, zmuszeni do przyznania się do winy i skazani na śmierć. Lud Rzymu znający obyczaje Francesca, cierpienie jego rodziny i litujący się nad młodością jego dzieci próbował wymóc zmianę wyroku sądu papieskiego na dożywotnie więzienie. Wysłano nawet petycję w tej sprawie do papieża Klemensa VIII, który zmienił swoją decyzję, ale po tym jak jeden z kuzynów Beatrice, Guidobaldo Santa Croce zamordował swoją matkę, by odziedziczyć jej majątek, nie okazał Cencim litości.
O świcie 11 września 1599 roku czwórka skazanych została wyprowadzona na most prowadzący do Zamku Świętego Anioła i wprowadzona na zmontowany pośpiesznie szafot. Giacomo został skazany na powieszenie, poćwiartowanie i spalenie, Beatrice i Lucrezia na ścięcie na mannaji – prototypie gilotyny, a Bernardo na przyglądanie się ich śmierci, pozbawienie majątku i dożywotnie galery. Po spaleniu Giacoma przyszedł czas na Lucrezię i Beatrice – pierwsza z nich, przerażona, stała jak sparaliżowana, podczas gdy jej pasierbica wskoczyła szybko na blat urządzenia, zasłaniając długą suknią nogi i położyła głowę pod ostrze. Podobno kiedy Lucrezia krzyknęła „Boję się”, Beatrice cicho i z godnością odpowiedziała „Tak trzeba, matko”. Jej ciało zostało zabalsamowane i złożone w kościele San Pietro in Montorio.

## Legenda

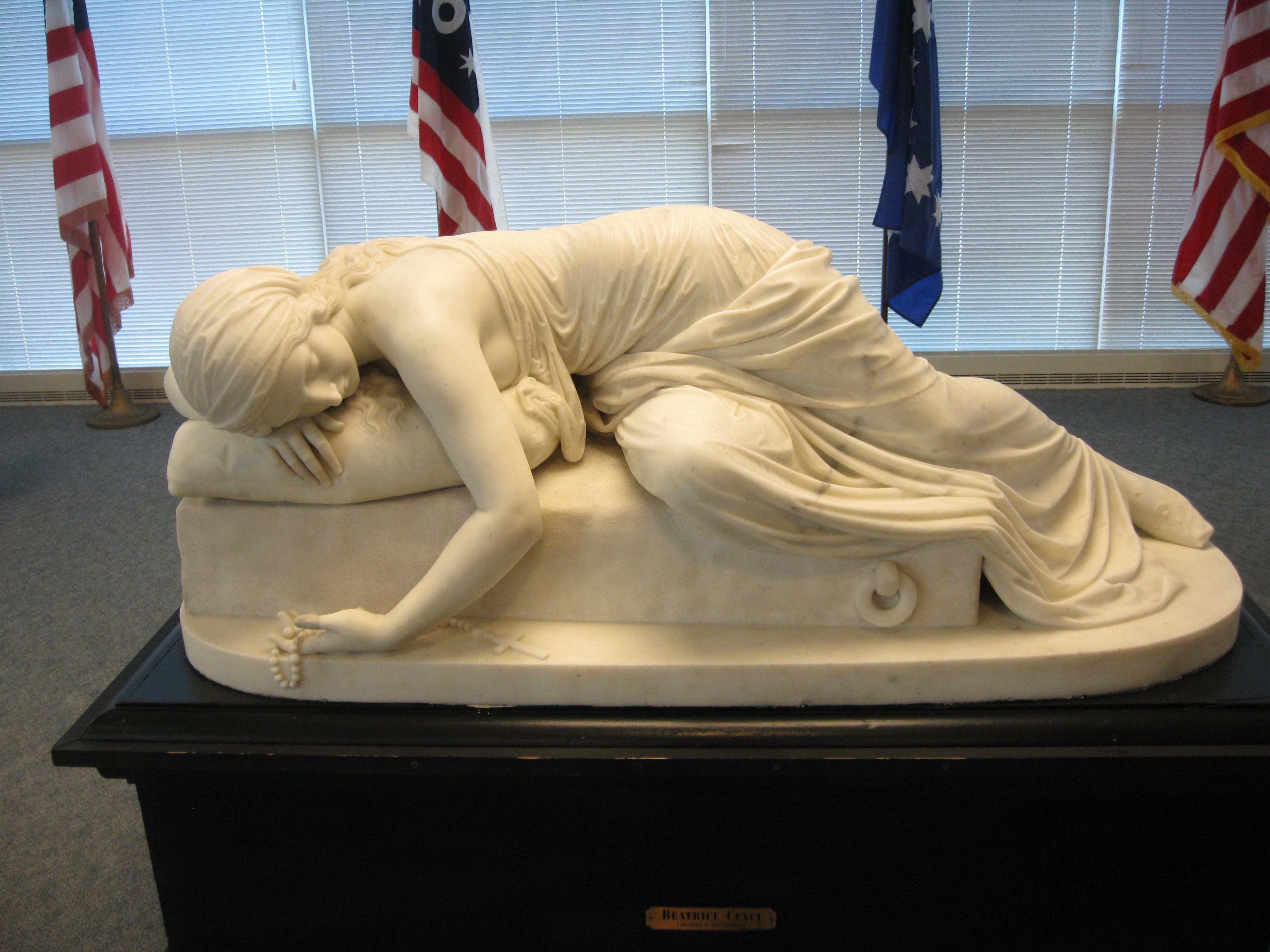
H.G. Hosmer: Beatrice Cenci

Popularność Beatrice i jej nieszczęście szybko przyczyniły się do powstania legendy o niewinnej ofierze żądzy ojca, która co roku w wigilię swojej śmierci pojawia się na moście św. Anioła i stoi tam z zawiniątkiem. Beatrice Cenci stała się symbolem ludu rzymskiego opierającego się okrucieństwu arystokracji.

## Beatrice Cenci w kulturze
Historia Beatrice Cenci stała się natchnieniem dla pisarzy, artystów i ludzi kina.

### Sztuki, wiersze, dramaty, eseje, opery, nowele
- Sztuka The Unnatural Combat, Philipa Massingera (ok. 1619) zawierająca odwołania do historii morderstwa Francesca Cenciego
- Sztuka The Cenci: Tragedia w trzech aktach, Percy’ego Shelleya (napisana w 1818 roku)
- Dramat Beatryks Cenci, Juliusza Słowackiego (z 1832)
- Sztuka Béatrix Cenci, Astolpha de Custine (z 1833)
- Nowela Cenci, Stendhala (z 1837)

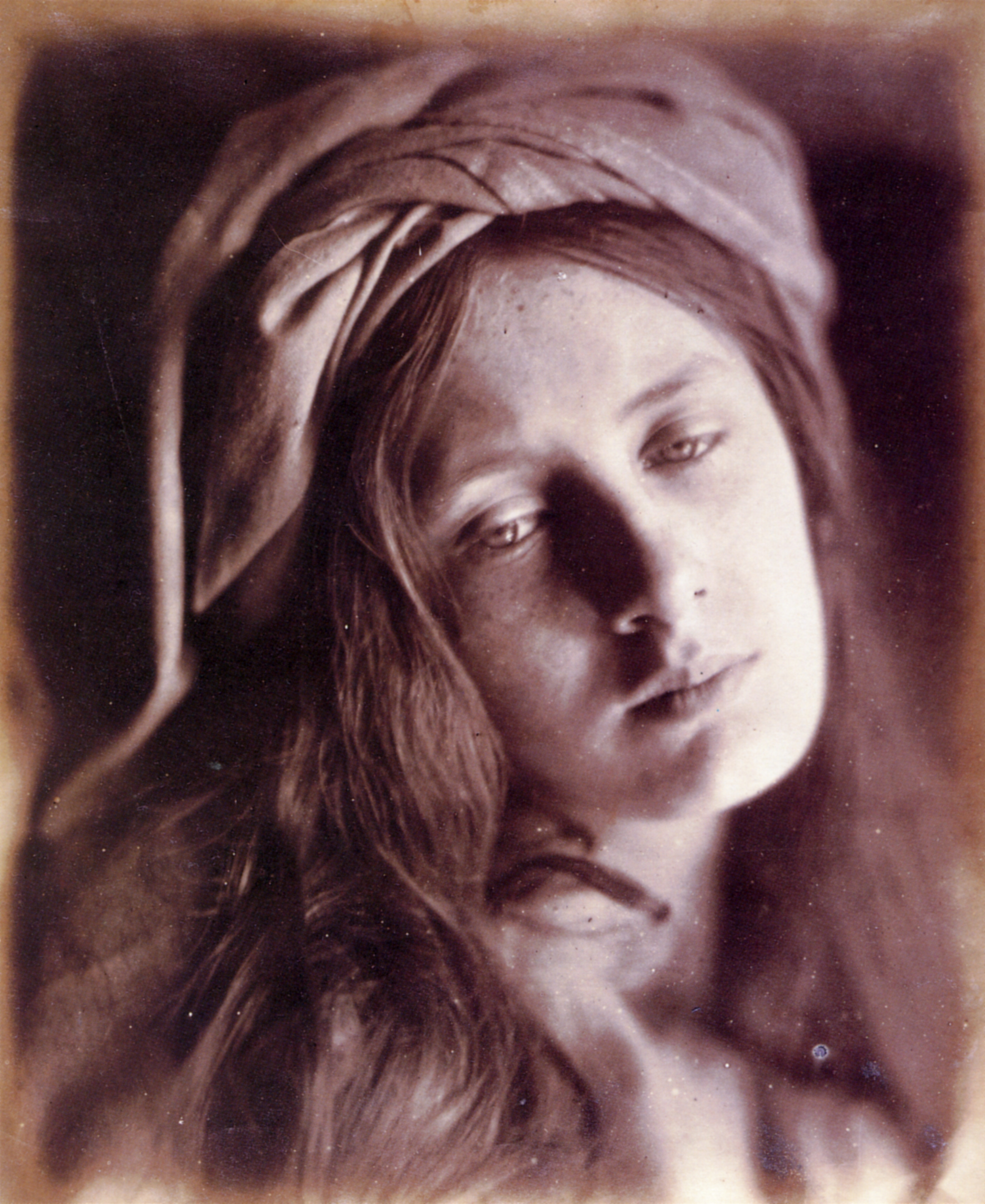
Beatrice Cenci (1866), jedno ze zdjęć z serii fotografii Julii Margaret Cameron poświęconych rodzinie Cencich

- Esej The Cenci Aleksandra Dumas (z 1840)
- Sztuka Nemesis, Alfreda Nobla
- Sztuka Beatrice Cenci, Alberta Moravii
- Sztuka Beatriz Cenci, Gonçalvesa Diasa
- Opera Beatrix Cenci, Ludomira Różyckiego
- Opera Beatrix Cenci, Alberta Ginastery
- Sztuka Les Cenci, Antonina Artauda (z 1935)
- Wiersz Beatrix Cenci, Kazimierza Przerwy-Tetmajera
- „11 settembre 1599 a Beatrice Cenci”, utwór w poetyckiej prozie Sabriny Gatti (pisarki włoskiej), w Tronie biednych (2020)

### Rzeźby i obrazy
- Obraz Beatrycze Cenci niegdyś przypisywany manierystycznemu malarzowi Guidowi Reniemu, obecnie Ginewrze Cantofoli(inne języki)[1]. Dzieło to zobaczył Shelley około 1818 r. w pałacu Colonnów w Rzymie, co natchnęło go do napisania słynnej sztuki
- Posąg amerykańskiej rzeźbiarki Harriet Goodhue Hosmer, Beatrycze Cenci (z 1857), obecnie w Bibliotece Handlowej (Mercantile Library) Uniwersytetu Missouri w St. Louis.
- Obraz Jerzego Nowosielskiego: Beatrix Cenci, 1950 r.